# تاتو فانهانن
تاتو فانهانن (Tatu Vanhanen؛ فووكسنرنتا، 17 أبريل 1929) أستاذ شرفي للعلوم السياسية في جامعة تامبيري في تامبيري ، فنلندا. وفانهانن هو المؤلف المشارك (مع ريتشارد لين) بتأليف لكتبي نسبة الذكاء وثروات الشعوب (2002) معدل الذكاء وعدم المساواة العالمية (2006) ، ومؤلف تفسير المحسوبية العرقية للصراعات العرقية (1999) وأعمال أخرى كثيرة. ابنه ماتي فانهانن هو رئيس وزراء فنلندا السابق.